# Спорт међу комунистима у Краљевини Југославији
Спорт међу комунистима у Краљевини Југославији био је један од најзначајнијих и најпопуларнијих начина на који је градско становништво проводило своје слободно време, и за које су све политичке организације и идеологије показале интересовање. После Првог светског рата спортска такмичења стицала су све већу популарност у широј јавности а спортске организације и клубови ширили су свој утицај, непрестано привлачећи симпатизере и навијаче и на тај начин увећавале своју организациону и функционалну базу, уз настојања да чланове директно повежу са државним али и партијским форумима.

## Спорт као политичка пропаганда српских социјалиста и заговорника југословенства у 19. и с почетка 20. века
Физичко васпитање и спорт у раној фази свог развоја токоом друге половине 19. века постали су део политичке пропаганде прво социјалиста а затим у 20. веку и комуниста.
Светозар Марковић, Димитрија Туцовића, а нарочито Васе Пелагић (стари социјалисти и народњаци), рано су схватали значај физичког вежбања и спорта за правилан психофизички развој појединаца и за очување здравља, посебно оних који су радили у тешким условима, који су негативно утицали на њихово здравствено стање и психу. Поред здравственог први српски социјалисти били су свесни и великог социјалног и политичког потенцијала који спортска друштава и спортске организација, могу имати.
Кад је у Прагу 1862. године настало соколство, као „витешка организација за физичко јачање”, а у ствари борба против германске хегемоније у време Аустроугарске, члан управе др Емануел Тонер предложио је да организација носи име „Соко”, одушевљен српским епским песмама у којима се јунак пореди с хитром и суморном птицом. Соколство се брзо ширило и у оквиру спортских вежбачких друштава прерасло је у слободарски покрет словенских народа са идејама уједињења. Оснивач витешка организација др Мирослав Тирш хтео је да се физичким јачањем и моралним снажењем створи нови Словен, спреман за велика дела и снажно буђење националног поноса. Ова друштва одиграла су значајну улогу не само у развоју спорта већ и у ослобађању словенских народа од туђинске власти.
Међу Србима у Новом Саду 1869. године књижевник Лаза Костић први је основао „Прво проценити, веслачки и ватрогасно друштво”, које је претеча Соколства, и касније добија име „Соко”. Соколско југословенство сматра се изворним, још пре уједињења у Краљевину СХС. Због изреке „Ко је Соко, тај је Југословен”, после Декларације о југословенском уједињењу сокола 1914. у Загребу није дозвољен слет у Љубљани, где је требало да се она прочита. Неколико дана после тога десио се Сарајевски атентат, као увод у Први светски рат.

## Спорт у раној фази комунистичке пропаганде на глобалном нивоу
Комунистичког покрет Југославије који је спортска питања углавном наменио и поверио омладинским и синдикалним организација учинио је то по угледу на комунистичке партије широм света, које су устројиле сопствене спортске организације нпр. „Црвена спортска интернационала“ или „Спортинтерна“, основана 1921. године у Москви.
Николај Подвојски, оснивач „Спортинтерна“ још током 20-тих година 20. века размишљао је о томе да треба основати неку врсту организацију која би окупљала све социјалистичке и комунистичке спортске организације широм света. Она је требало да буде пандан буржоаским спортским организацијама и Међународном олимпијском комитету.
Иако Спортинтерна није званично били део Коминтерне, они су пратила њену политичку директиву, па је тако „Спортинтерна“ постојала до 1937. године када је распуштена како би се дао подстрек политици „народног фронта“. Тада је за главног представника међународног радничког спорта призната „Луцернска спортска интернационала“, у којој су најважније место заузимали социјалисти и социјалдемократи.
Југословенски представници у „Спортинтерни“ углавном су били активисти СКОЈ-а. У периоду између 1924.и 1928. југословенски делегат у Црвеној спортској интернационали (а истовремено и у Комунистичкој омладинској интернационали (КОИ) био је члан ЦК СКОЈ Јосип Чижински (Милан Горкић). Чижински не само да је превео статуте и друге потребне документе на српскохрватски језик већ је и радио на организовању секције Спортинтерне у Краљевини Југославији.

## Илегална мрежа комунистичких спортских друштава
Илегална мрежа радничких и службеничких спортских друштава у Југославији основана је 1924. године и носила је назив „Блок радничких клубова Југославије“. Ова мрежа спортских друштава настала је по угледу на „Соколе” и соколска друштва организована у витешку организацију Југославије - „Душан Силни“.
Овим друштвом руководио је Милан Милановић, зубар из Загреба. Поред њега, у том периоду, важне особе за развој спорта у оквиру комунистичког покрета Југославије били су и Вилим Хорвај, Павле Маргановић и Чеда Кузмић (председник београдског спортског друштва Раднички)

## Реорганизација комунистичких спортских друштава на притисак државе
Реорганизација комунистичких спортских друштава претходило је завођењем отворене диктатуре краља Александра Карађорђевића, којом је привремено забрањен сваки облик политичког рада у земљи. Политички прогони опозиционих група, укључујући и КПЈ, додатно су интензивирани с краја треће деценије 20. века.
Након снажних притисака државних власти, које су прогањале све организације које су имале везе са комунистичким покретом, илегални раднички спортски клубови у Краљевини Југославији ујединили су се 1929. године у „Раднички спортски савез“. Тако је од илегалне и забрањиване настала легална организација која је пред спортским форумима и државним властима заступала интересе радничког спорта и радничких спортских клубова. На тај начин новоосновани Савез је обезбеђивао, не само организациону већ и финансијску помоћ, али и правну заштиту својим члановима.
„Раднички спортски савез“ током 30-их година 20. века допринео је великом порасту броја радничких спортских клубова и броју њихових чланова. Сем тога, од средине 1930-их знатно је омасовљена и организација СКОЈ међу гимназијском омладином и студентима у Београду, што је резултовало још већим бројем чланова из редова радикализованих студената и гимназијалаца.
Тако да је пред почетак Другог светског рата у Југославији деловало више од 150 легалних (властима пријављених) радничких спортских друштава и клубова, са више хиљада спортиста. Сваки већи град у Југославији имао је најмање једно радничко спортско друштво, а неки и више њих.
Комунистичка политика која је члановима и симпатизерима КПЈ и СКОЈ налагала да делују у оквиру легалних организација и користе их за ширење утицаја и идеја, коришћена је за агитацију и за ширење мреже сарадника и симпатизера комунистичке идеје. Тако су радничка спортска друштва постала нека врста стецишта за илегално комунистичко деловања.

## Истакнутији комунистички активисти у спортским друштвима
Међу истакнутим комунистима, активним спортистима и члановима спортских друштава Југославије били су:
- Ратко Митровић, голман чачанског ФК Борца
- Раде Кончар, фудбалер београдског фудбалског клуба Електрична централа
- Пеко Дапчевић, члан цетињског ФК Ловћена.[11]
- Ратко Дугоњић, фудбалер сарајевске ФК Славије

Многобројни чланови и симпатизери комунистичког покрета били су повезани и са другим спортским клубовима у Југославији, пре свега онима који су били радничке провенијенције. Међу најзначајнији од њих били су: Милутин Ивковић Милутинац, Бошко Петровић и Јован Микић Спартак, чланови београдског спортског клуба Југославија